# Argania
Argania é um género botânico pertencente à família Sapotaceae cuja única espécie, a Argania spinosa (sinónimo A. sideroxylon, Roem. & Schult.), popularmente chamada argânia, é muito apreciada pelo óleo extraído das amêndoas oleaginosas do seu fruto, denominado 'argão'  ou argan, que tem uso medicinal, cosmético e culinário.
É uma espécie de planta endémica dos desertos calcários do sudoeste de Marrocos na região histórica do Souss.

## Cultivo
No Marrocos, as florestas de argânia cobrem atualmente cerca de 8 280 km² e foram designadas como parte da Reserva da Biosfera pela UNESCO. Mas essa área foi reduzida a aproximadamente a metade nos últimos 100 anos, devido à produção de carvão, aumento das áreas de pastagem e à agricultura cada vez mais intensiva. Apesar de haver uma esperança de conservação dessas árvores em razão do recente florescimento do mercado de exportação do valorizado óleo de argânia, a riqueza trazida pelo óleo criou outra ameaça para as árvores: o aumento da população de cabras. Os camponeses locais têm usado o dinheiro obtido com a venda do óleo de argan para adquirir mais cabras; estas prejudicam o crescimento das árvores, pois se alimentam das suas folhas e frutos.
A argânia também está sendo cultivado em Israel — na Arava e no Negueve.

## Ameaças
Há gerações a sobrevivência dos berberes está diretamente ligada ao cultivo das argânias, sendo que essas árvores servem como barreira à desertificação. Entre as árvores, os berberes cultivam trigo, pastoreiam cabras e recolhem os frutos que caem durante o verão dos quais é extraído seu óleo. No entanto, as virtudes desses frutos, recentemente descobertas por grandes empresas de cosméticos, provocaram uma exploração descontrolada, que ameaça a floresta e a vida dos camponeses da região. A agricultura familiar, o cultivo da argânia e a criação de animais constituem os três recursos tradicionais dos camponeses berberes da região do Souss.

## Galeria

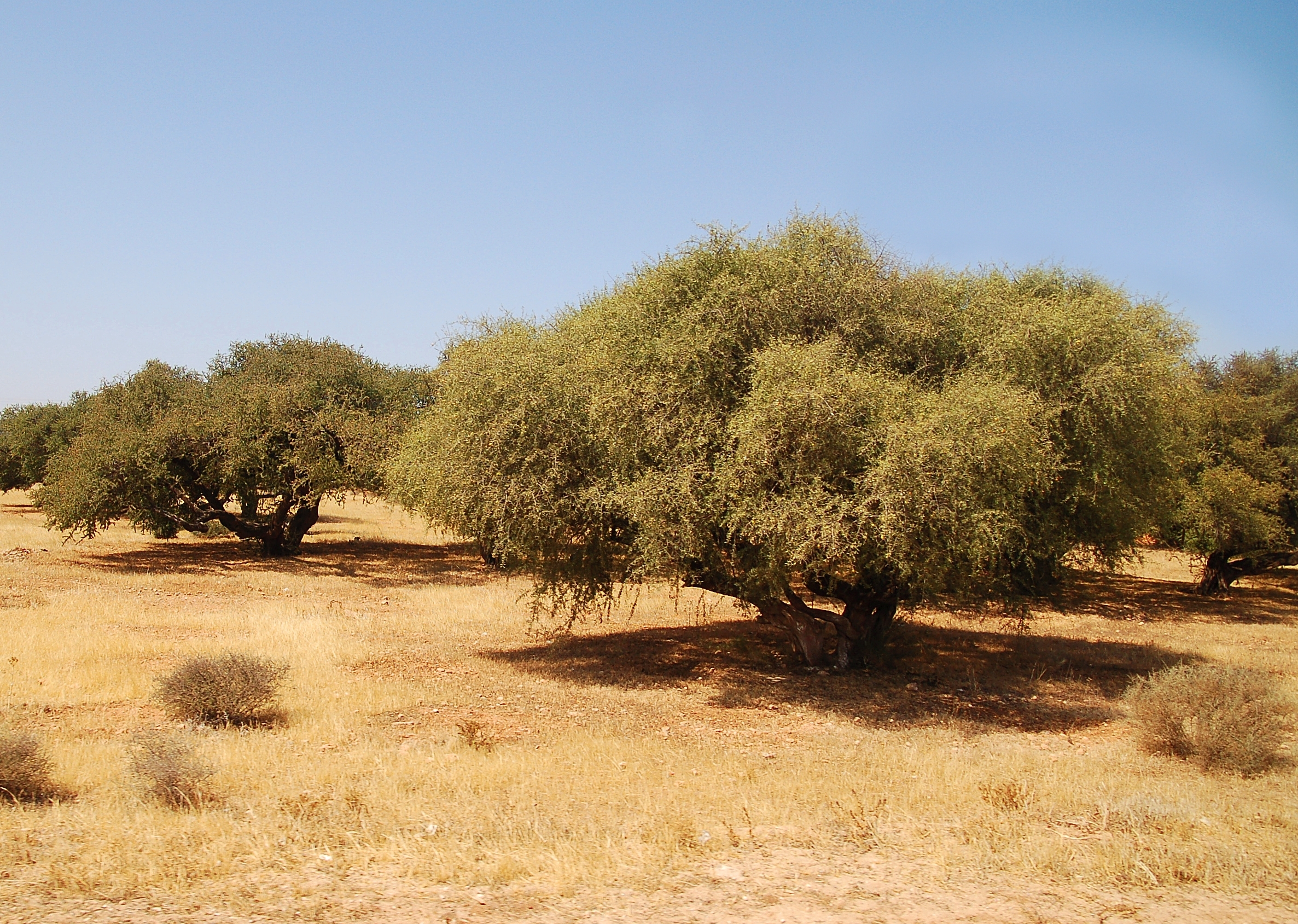
Plantação de argânias (Argania spinosa)
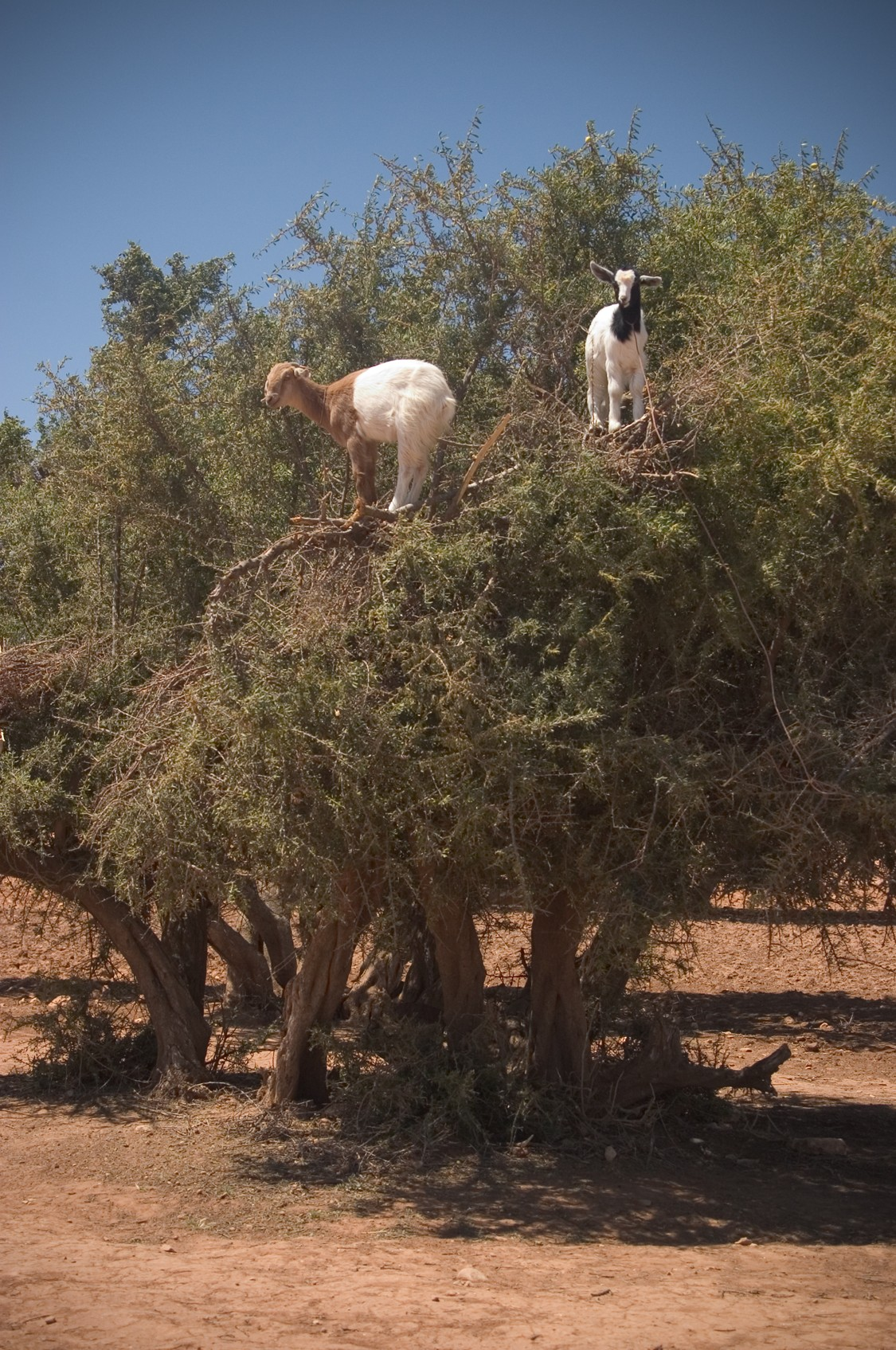
Cabras sobre uma argânia
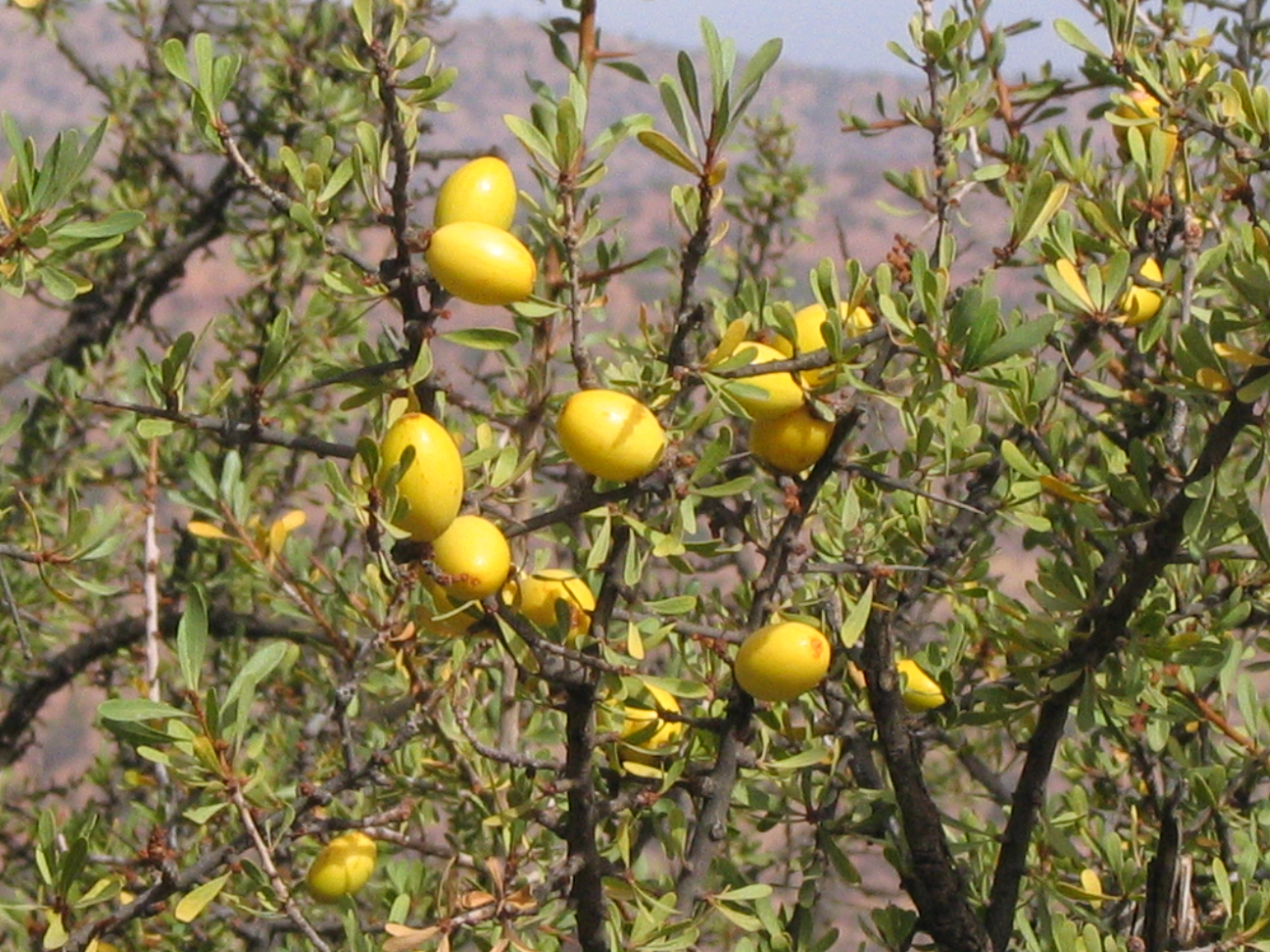
Frutos da Argania spinosa
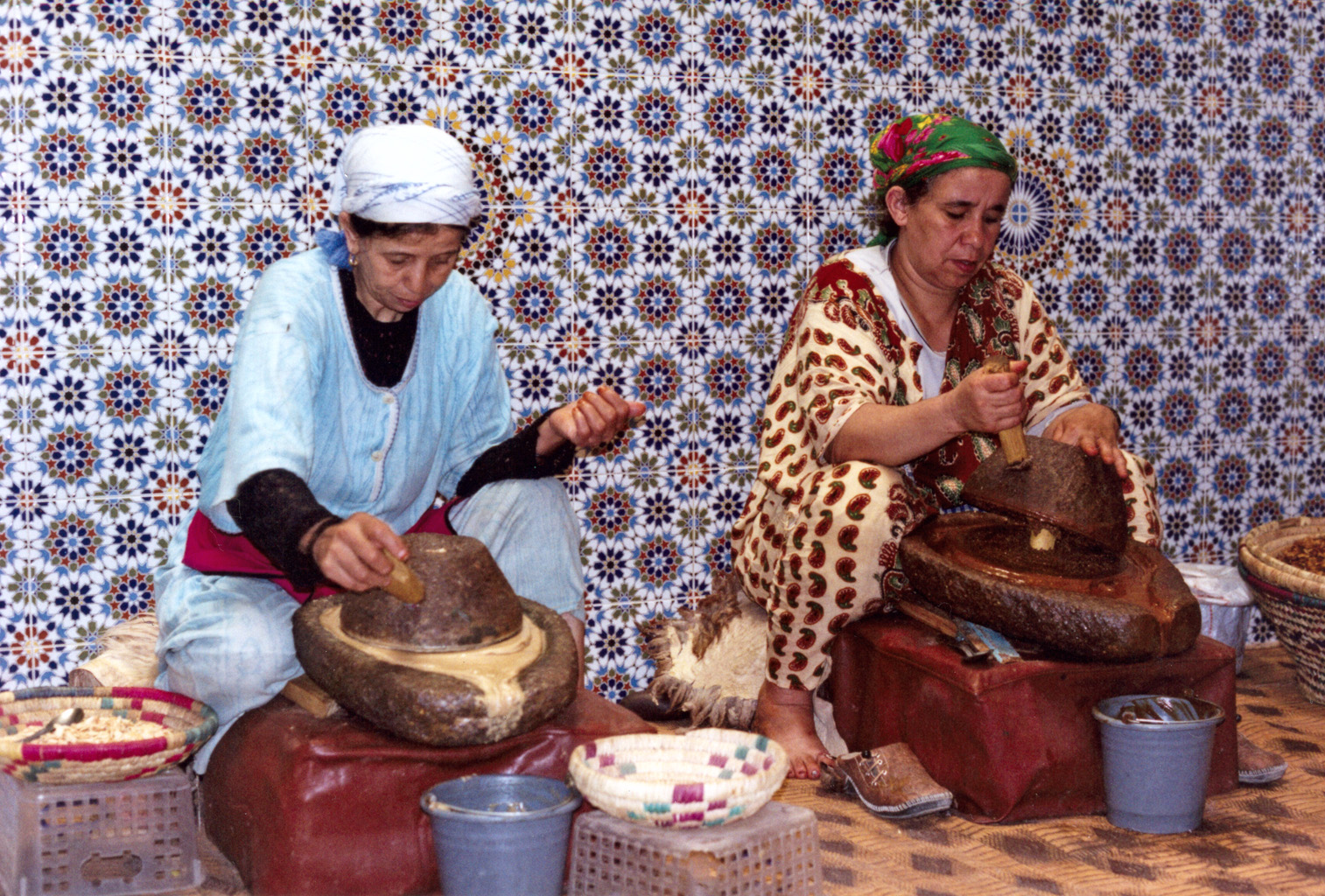
Produção tradicional de óleo de argão
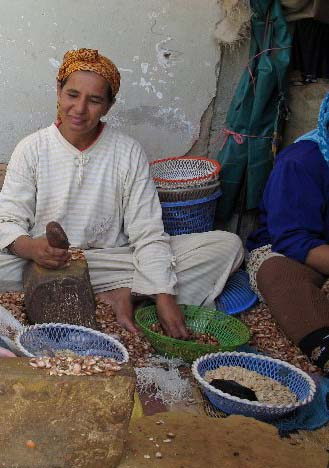
Processamento de frutos em uma cooperativa do Marrocos
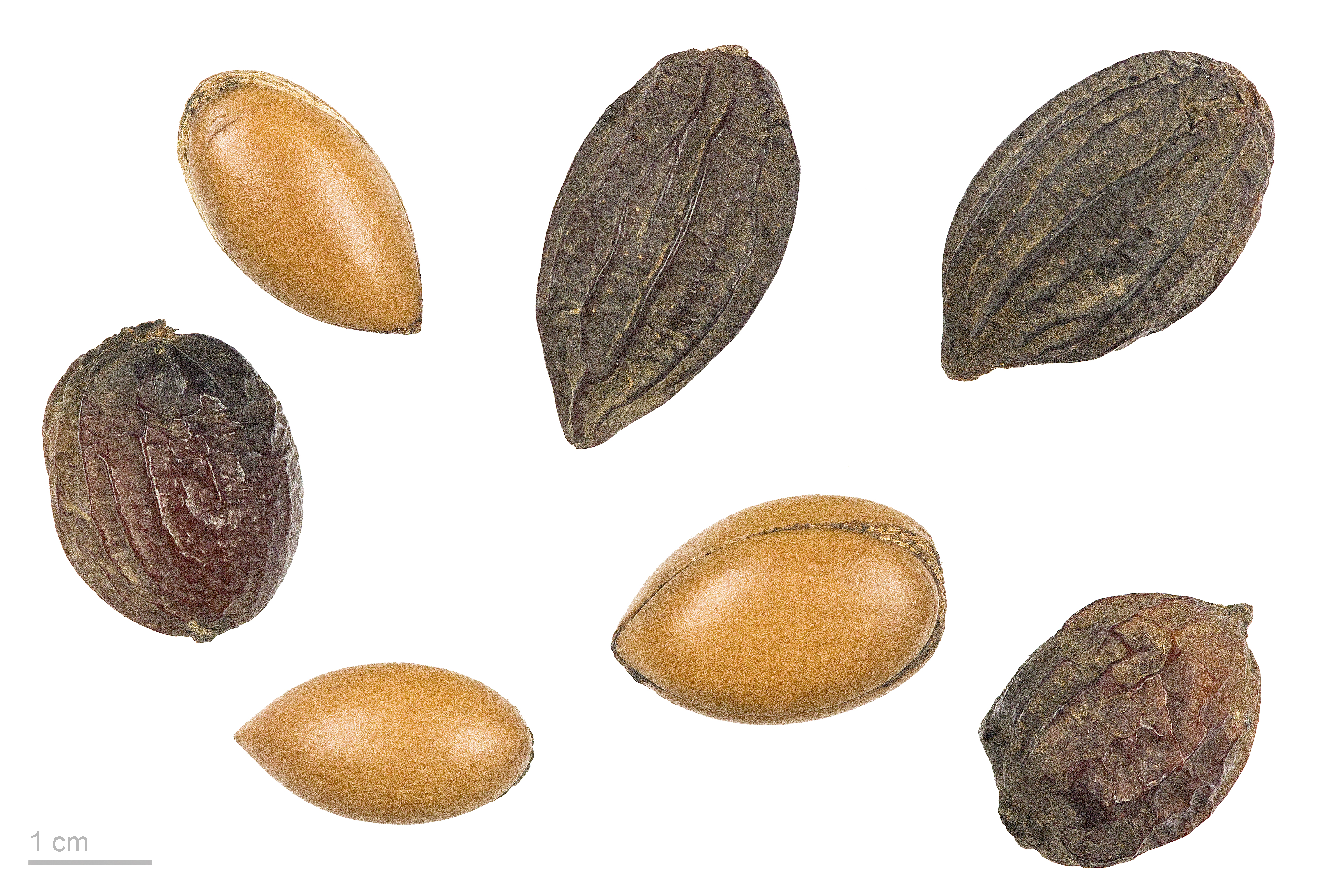
Argania spinosa – MHNT